# Мора, Хосеф
Хосеф Мартин Мора Кортес (исп. Joseph Martín Mora Cortés; 15 января 1993, Алахуэла, Коста-Рика) — коста-риканский футболист, защитник клуба «Депортиво Саприсса» и сборной Коста-Рики.

## Клубная карьера

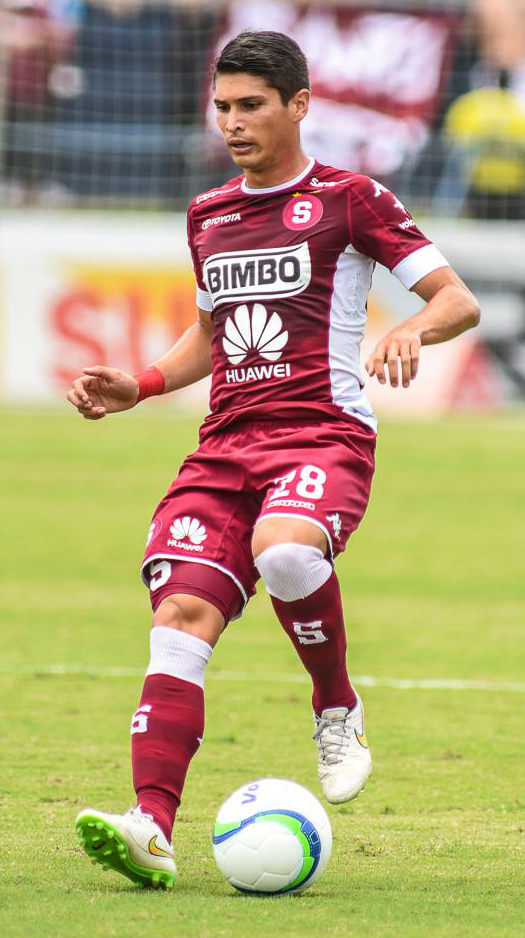
Мора в составе клуба «Саприсса» (30 июля 2017)

Хосеф — воспитанник клуба «Белен». В зимнем чемпионате 2012 года сыграл с клубом 15 матчей. В матче против клуба «Картахинес» 30 января Мора забил свой первый гол за клуб.
В сентябре 2012 года Хосеф перешёл в коста-риканский клуб «Уругвай де Коронадо». Дебютировал за новый клуб 9 сентября в матче против клуба «Лимон».
В августе 2013 года Мора вернулся в клуб «Белен». За клуб Хосеф сыграл ещё 41 матч, участвуя в зимнем чемпионате 2013 года и в зимнем чемпионате 2014 года.
В феврале 2015 года Хосеф Мора перешёл в клуб «Саприсса». Дебютировал за новый клуб в матче против клуба «Перес-Селедон» 12 февраля.
7 марта 2018 года Мора перешёл в клуб MLS «Ди Си Юнайтед». В главной лиге США дебютировал 17 марта в матче против клуба «Хьюстон Динамо». В августе 2019 года Мора получил грин-карту и в MLS перестал считаться иностранным игроком. По окончании сезона 2021 срок контракта Моры с «Ди Си Юнайтед» истёк.
Клуб «Шарлотт» выбрал Мору на драфте расширения MLS, состоявшемся 14 декабря 2021 года. 3 февраля 2022 года клуб подписал с ним контракт до конца сезона 2023 с опциями продления на сезоны 2024 и 2025. 26 февраля 2022 года он сыграл в матче стартового тура сезона против «Ди Си Юнайтед», ставшем для «Шарлотта» дебютом в MLS. 8 августа 2023 года «Шарлотт» отчислил Мору.

## Сборная
В 2009 году в составе юношеской сборной Коста-Рики Мора принял участие в чемпионате мира среди юношеских команд. Играл в матчах против Новой Зеландии, Турции и Буркина-Фасо.
В 2011 году в составе молодёжной сборной Коста-Рики Хосеф принял участие в чемпионате мира среди молодёжных команд в Колумбии. Играл в матчах против Испании, Австралии, Эквадора и Колумбии. В этом же году Хосеф участвовал в чемпионате КОНКАКАФ среди молодёжных команд, где сыграл за сборную 9 матчей и забил гол в матче против Мексики.
В конце 2011 года Хосеф Мора в составе сборной Коста-Рики до 22 лет участвовал на панамериканских играх. По общим подсчётам сыграл 5 матчей.
В 2013 году Хосеф снова играл в составе молодёжной сборной Коста-Рики. Он принимал участие в чемпионат КОНКАКАФ среди молодёжных команд, где сыграл 3 матча против Гаити, США и Кубы.
В 2015 году в составе сборной Коста-Рики до 22 лет Мора участвовал на турнире в Тулоне. Играл в матчах против Нидерландов, США, Франции и Катара.
В 2016 году Хосеф участвовал на олимпийской квалификации КОНКАКАФ в составе олимпийской сборной Коста-Рики. Всего сыграл 3 матча против Мексики, Гондураса и Гаити.
За первую сборную Коста-Рики Мора дебютировал 16 ноября 2018 года в товарищеском матче со сборной Чили.

## Достижения
«Саприсса»
- Чемпионат Коста-Рики: Зима 2014, Зима 2015, Зима 2016, Лето 2016

Молодёжная сборная Коста-Рики
- КА игры: 2013 (Коста-Рика)